# John Smith (calciatore 1855)
John Smith (Mauchline, 12 agosto 1855 – Kirkcaldy, 15 dicembre 1937) fu uno sportivo e medico britannico che, in carriera agonistica, fu giocatore internazionale sia per la Scozia di calcio che per i British Lions di rugby nonché arbitro in entrambe le discipline.

## Biografia
Proveniente da Mauchline, nell'Ayrshire, fu studente in medicina all'Università di Edimburgo, della cui squadra di rugby fece parte nel ruolo di seconda linea in considerazione della sua altezza (190 cm per circa 95 kg di peso).
Tornato al calcio, disciplina nel quale era cresciuto, fece dapprima parte della squadra universitaria poi si trasferì a Glasgow presso il Queen's Park, con cui vinse tre Coppe di Scozia, nella finale della prima delle quali marcò due goal.
Per sette anni, tra il 1877 e il 1884, fu internazionale per la Scozia, con cui segnò 10 reti in 10 incontri; la sua ultima partita fu contro l'Inghilterra nell'edizione inaugurale del Torneo Interbritannico, che proprio un suo goal permise alla Scozia di vincere, con relativa conquista del trofeo.
Trasferitosi a Londra nel Corinthian, con tale squadra disputò una partita contro il Bolton, club all'epoca già professionistico, circostanza che gli causò la radiazione da parte della Scottish Football Association.
Rientrò quindi in Scozia riprendendo la pratica del rugby negli Edinburgh Wanderers, e fu invitato ad aggregarsi alla selezione interbritannica dei British Lions che nasceva quell'anno e affrontava (in Australasia) il primo tour della sua storia; durante la spedizione fu impiegato in massima parte come arbitro ma scese in campo anche in 9 incontri, sia pure senza presenza internazionale, e senza marcare punti.
Terminato il tour smise anche con il rugby e trascorse il resto della sua vita a Kirkcaldy dove, in parallelo alla sua professione di medico, si dedicò anche all'arbitraggio calcistico.

## Palmarès

### Calcio
- Coppa di Scozia: 3 
Queen's Park: 1880-81, 1881-82, 1883-84
- Torneo Interbritannico: 1 
Scozia: 1884